# 민영삼
민영삼(1958년 5월 9일~)은 대한민국의 정치인이다. 제4대 서울특별시의원을 지냈다. 제15대 한국방송광고진흥공사 사장(2024. 8.~)이다.

## 주요 경력

### 학력
- 목포중앙국민학교 (현 목포중앙초등학교) 졸업(1971년 2월)
- 목포홍일중학교 졸업(1974년 2월)
- 목포고등학교 졸업(1977년 2월)
- 고려대학교 문과대학 사회학과 학사(1985년 2월)
- 고려대학교 대학원 사회학과 사회과학 석사(2008년 2월)

### 이력
- 제4대 서울특별시의원(1995년 7월~1996년 6월).
- 제4대 서울특별시의원 사퇴(1996년 6월).
- 2007년 정동영 후보 선거대책위원회 총본부 호남 지역 분과 선대위 목포시 공동 선거대책 분과 위원장.
- 2008년 통합민주당 부대변인(2008년 2월)
- 2008년 통합민주당 탈당 및 재차 무소속 회귀(2008년 6월)
- 국민대학교 행정학과 객원교수
- 대한민국 국회 환경포럼 정책자문위원
- 전라남도 목포시 희망포럼 고문
- 포커스컴퍼니 전략연구원 원장
- 2011년 서울특별시장 보궐선거 천정배 예비 후보 캠프 공보실 실장[1]
- 한양대학교 공공정책대학원 특임교수
- 대한민국 제18대 대통령 선거 문재인 후보 캠프 국민통합위원회 전략단 단장
- 사회통합전략연구원 원장
- 건국대학교 언론홍보대학원 특임교수
- 민주평화당 지명직 최고위원(2018년 3월~2018년 8월)
- 민주평화당 선출직 최고위원(2018년 8월~2019년 7월)
- 민주평화당 당연직 최고위원(2019년 7월~2019년 8월)
- 민주평화당 일반직 최고위원 겸 홍보부대변인(2019년 8월~2020년 1월)
- 2021년 8월 윤석열 제20대 대통령 선거 예비후보 조직본부 특보단 국민통합특보
- 2023년 3월: 국민의힘 홍보본부장
- 2023년 5월: 국민의힘 특보단 상임자문위원
- 2023년 6월: 국민의힘 특보단장
- 2024년 8월~: 제15대 한국방송광고진흥공사 사장

## 역대 선거 결과
|  | 53.02% |

|  | 7.73% |

|  | 8.03% |

|  | 10.58% |